# 越國 (日本)
越國是古代日本在令制國設置之前的一個地域名，亦稱越州、高志、古志。其領域位於現在日本北陸地方的福井縣敦賀市至山形縣莊內地方一帶，包括現在福井縣、石川縣、富山縣和新潟縣地區。
根據《日本書紀》記載，早期，越國的統治者為當地豪族阿彥，後來孝元天皇的第一皇子大彥命率軍討伐越國，平定了阿彥。507年，來自越國的男大跡王成為日本天皇，是為繼體天皇。
欽明天皇5年（544年）12月，肅慎人渡海來到佐渡島，越國向大和朝廷報告了此事。573年，高句麗使者飄到越國沿海一帶，船破，多數人溺死。翌年向朝廷報告此事。589年，朝廷派遣阿倍臣來到越國，調解越國與周邊其他政權的邊界問題。
大和王权不斷以越國為根據地，進攻蝦夷。645年、646年，越國地區的蝦夷族勢力為朝廷軍所敗，連夜乘船向東逃亡。孝德天皇在位期間，不斷在蝦夷族居住地設立據點(城柵)。647年（大化3年）於越國北端設立渟足柵，此後又設立磐舟柵、出羽柵。越國的國守阿倍比羅夫於658年和659年兩度率水軍180只戰船討伐蝦夷；660年，阿倍比羅夫討伐肅慎。
7世紀末，日本從中國引入律令制之後，大和朝廷頒佈《大寶律令》。根據該法令，越國被劃分為越前、越中、越後三個令制國。三國統稱越州、三越。後來，又從越前國析置能登、加賀兩國；出羽郡從越後國中分離，設置出羽國。

## 腳註
1. 1 2  . 福井縣立圖書館.   [2010-07-09]. （原始内容存档于2010-03-22）.
2. ↑  《日本書紀卷第二十五》：（大化元年十二月）戊午，越國言：海畔枯查向東移去。……（大化二年）是歲，越國之鼠晝夜夜相連，向東移去。……（大化三年）造渟足柵，置柵戶。老人等相謂之曰：数年鼠向東行，此造柵之兆乎！〔越國之鼠，是大和朝廷對越國地區蝦夷人的蔑稱。〕
3. ↑  編集委員会編者 (编). . 国史大辞典 第2卷. 吉川弘文館. : 286頁 [1982-07-01]. ISBN 4-642-00502-1.